# دون دوكو دون 2
دون دوكو دون 2 (بالإنجليزية: Don Doko Don 2)‏ (باليابانية: ドンドコドン2) ، هي لعبة إلكترونية من نوع أكشن والمنصات، أنتجت من قبل شركة تايتو بتاريخ 31 يناير 1992م.

## طريقة اللعب
يقوم بطل اللعبة وهو شيخ كبير ويحمل المطرقة الخشبية ليقتل المخلوقات الشريرة، إلا أنها أشبه للعبة سوبر ماريو برذرز الجزء الثامن.

## وصلات خارجية
- لعبة دون دوكو دون 2 على موقع كول روم.
- دون دوكو دون 2 على موقع جيم فيكس.